# Blue Lake (Californië)
Blue Lake is een plaats in Humboldt County in Californië in de VS.

## Geografie
De totale oppervlakte bedraagt 1,6 km² (0,6 mijl²) wat allemaal land is.

## Demografie
Volgens de census van 2000 bedroeg de bevolkingsdichtheid 730,4/km² (1884,2/mi²) en bedroeg het totale bevolkingsaantal 1135 als volgt onderverdeeld naar etniciteit:
- 88,72% blanken
- 0,53% zwarten of Afrikaanse Amerikanen
- 5,37% inheemse Amerikanen
- 1,32% Aziaten
- 0,09% mensen afkomstig van eilanden in de Grote Oceaan
- 1,15% andere
- 2,82% twee of meer rassen
- 2,47% Spaans of Latino

Er waren 504 gezinnen en 297 families in Blue Lake. De gemiddelde gezinsgrootte bedroeg 2,25.

## Plaatsen in de nabije omgeving
De onderstaande figuur toont nabijgelegen plaatsen in een straal van 24 km rond Blue Lake.